# اندرو رابرتسون
اندرو رابرتسون بازیکن فوتبال اهل اسکاتلند است که هم‌اکنون در باشگاه فوتبال لیورپول بازی می‌کند.
او سابقه بازی برای باشگاه‌های کویینز پارک رنجرز، داندی یونایتد و هال سیتی را در کارنامه دارد.

## شیوه بازی
سرعت بالا، سانترهای دقیق و توانایی دریبلینگ او را به یکی از بهترین مدافعان چپ دنیا تبدیل کرده‌است. در سپتامبر ۲۰۱۳ همراه با باشگاه داندی یونایتد، فوتبالیست جوان اسکاتلندی به عنوان بازیکن جوان ماه SPFL انتخاب شد. او در ادامه برنده جایزه بهترین بازیکن جوان سال اسکاتلند شد و همچنین در تیم منتخب سال لیگ برتر اسکاتلند قرار گرفت. رابرتسون همراه با باشگاه لیورپول موفق به کسب جام لیگ قهرمانان اروپا و قهرمانی لیگ برتر انگلستان شده‌است. کوین کیلبن او را بهترین دفاع چپ لیگ برتر و فیل نویل وی را بهترین دفاع چپ جهان معرفی کرده‌اند.

## افتخارات
هال سیتی
- مرحله پلی‌آف چمپیونشیپ (۱): ۲۰۱۶

لیورپول
- لیگ برتر انگلستان (۱): ۲۰–۲۰۱۹
- جام حذفی انگلستان (۱): ۲۲–۲۰۲۱
- جام اتحادیه انگلستان (۲): ۲۲–۲۰۲۱ و ۲۴–۲۰۲۳
- جام خیریه انگلستان (۱): ۲۰۲۲
- لیگ قهرمانان اروپا (۱): ۱۹–۲۰۱۸
  - نایب‌قهرمانی لیگ قهرمانان اروپا (۲): ۱۸–۲۰۱۷، ۲۲–۲۰۲۱
- سوپرجام اروپا (۱): ۲۰۱۹
- جام باشگاه‌های جهان (۱): ۲۰۱۹جام لوکوربوزیه (6بار)